# Копанчук Олена Євгенівна
Копанчук Олена Євгенівна — український адвокат, засновник та керівник адвокатського об'єднання «Копанчук та партнери». Народний депутат України 9-го скликання від 189-го виборчого округу від партії «Слуга народу». Заступниця голови комітету з питань бюджету у Верховній Раді України IX скликання — обрана 29 серпня 2019 року.
Народилась 1 листопада 1978 року у Львові.

## Освіта
- 1994 закінчила середню школу № 96 у Львові.

- 2006 — закінчила Подільський аграрно-технічний університет у Кам'янці-Подільському.
- 2007 — закінчила Львівський національний університет (юридична освіта).
- 2015 закінчила Національну академію державного управління при Президентові України у Києві (магістр державного управління).[4]

## Трудова діяльність
- У 1997—2000 рр. працювала бухгалтером на підприємствах: ПП «Вайн», ТОВ «Іскра», ТОВ «Прем'єрбудсервіс».
- У 2000—2004 рр. працювала бухгалтером акціонерного банку «Укоопспілка».
- У 2004—2008 рр. працювала головним бухгалтером ЗАТ «Автопідприємство 2261».
- З 2007 року — по сьогоднішній день займається господарською діяльністю, зареєстрована фізичною особою-підприємцем у м. Хмельницькому.
- З 2011—2018 року адвокат, самозайнята особа.
- З 2018 року Головний партнер адвокатського об'єднання.

Кандидат у народні депутати від партії «Слуга народу» на парламентських виборах 2019 року (виборчий округ № 189, м. Нетішин, Білогірський, Ізяславський, Красилівський, Теофіпольський райони). На час виборів: адвокат адвокатського об'єднання «Копанчук та Партнери», проживає в м. Хмельницькому. Безпартійна.
Співголова групи з міжпарламентських зв'язків з Князівством Монако.

## Родина
Чоловік — Володимир Копанчук
Син — Дмитро Володимирович Копанчук (2001 року народження)

## Критика
Помічена рухом «Чесно» у грубих порушеннях регламенту Верховної Ради та Конституції України — не персональному голосуванні за свого колегу Вячеслава Рубльова під час голосування за законопроєкт про внесення змін до закону «Про будівельні норми» щодо удосконалення нормування у будівництві (№ 1052) за основу. У зв'язку з порушенням регламенту, як покарання обіцяла віддати свою місячну зарплату до благодійних фондів.
ТОВ "ГВК «Подільські кар'єри», яке належало та керувалось до 2019 року Копанчук Оленою фігурує у переплаті «прокладкам» за вапно у розмірі 3 млн грн в березні-вересні 2018 року.
22-річний син народної депутатки Дмитро Копанчук, який є депутатом міськради у Рудках на Львівщині, виїхав з України під приводом супроводу батька з інвалідністю й не повернувся. Близько полудня 1 січня він перетнув у Смільниці українсько-польський кордон на новенькій Toyota Land Cruiser Prado 150, що належить компанії «Гідросвіт», де він є співвласником. Офіційною підставою для виїзду став супровід його батька, 46-річного Володимира Копанчука з другою групою інвалідності, доцента кафедри кримінального права Хмельницького університету управління та права. 7 лютого Володимир Копанчук тим же автомобілем повернувся до України. Проте сам Дмитро Копанчук так і не повернувся, що прямо суперечить законодавчій вимозі повернутися в країну не пізніше, ніж супроводжувана особа з інвалідністю. 10 серпня 2023 року Дмитро Копанчук написав заяву на складання депутатського мандата. Заяву він надіслав поштою.